# Мирвода, Семён Никифорович
Семён Никифорович Мирвода (26 февраля 1906, Берёзовая Рудка, Полтавская губерния — 6 августа 1944, Польша) — полковник Рабоче-крестьянской Красной армии, участник Великой Отечественной войны, Герой Советского Союза (1944).

## Биография
Родился 26 февраля 1906 года в селе Берёзовая Рудка (ныне — Пирятинский район Полтавской области Украины). После окончания двух классов начального училища работал в артели.
В 1926 году Мирвода был призван на службу в Рабоче-крестьянскую Красную армию. В 1931 году окончил Одесскую пехотную школу, в 1938 году — курсы усовершенствования командного состава. С началом Великой Отечественной войны — на её фронтах. В боях три раза был ранен.
К марту 1944 года полковник Семён Мирвода командовал 51-й танковой бригадой 3-го танкового корпуса 2-й танковой армии 2-го Украинского фронта. Отличился во время освобождения Черкасской области Украинской ССР. 5 марта 1944 года бригада Мирводы прорвала немецкую оборону под Уманью, нанеся противнику большие потери. В тех боях Мирвода был ранен, но продолжал руководить действиями танкистов. 18 марта 1944 года бригада первой вошла в посёлок Ямполь Винницкой области Украинской ССР и приняла активное участие в его освобождении, захватила мост через Днепр, спася его от взрыва.
Указом Президиума Верховного Совета СССР от 17 мая 1944 года за «образцовое командование танковой бригадой и проявленные при этом личное мужество и героизм» полковник Семён Мирвода был удостоен высокого звания Героя Советского Союза. Орден Ленина и Медаль «Золотая Звезда» он получить не успел, так как 6 августа того же года погиб в бою. Похоронен в братской могиле в парке 1 мая в Бресте.
Был также награждён тремя орденами Красного Знамени, рядом медалей.